# Mordella deserta
Mordella deserta es una especie de coleóptero de la familia Mordellidae.

## Distribución geográfica
Habita en Arizona (Estados Unidos).